# I miei successi Vol.1
I miei successi Vol.1 è una raccolta del cantante italiano Gianni Celeste, del 1992. Si tratta del primo volume dei suoi migliori successi.

## Tracce
1. Daniela
2. Ricordo d'estate
3. Tu
4. Attaccato a te
5. Poesia
6. Luntana a te
7. Sempe cchiù 'nnammurate
8. Si turnata
9. In discoteca
10. Sì piccirilla
11. Te penso
12. Dolore e padre
13. Auguri
14. Tu sì a cchiù bella
15. Un'avventura
16. E sto aspettanno